# Wazgien Safarjanc
Wazgien Safarjanc (ur. 20 października 1984) – białoruski bokser pochodzenia ormiańskiego.
Uczestniczył w letnich igrzyskach olimpijskich w 2012 roku w kategorii 60 kg, gdzie doszedł do 1/8 finału i zajął 9 miejsce.
Zdobył także brąz w 2006 roku i dwa srebra (2008, 2013) na Mistrzostwach Europy w Boksie.